# Raïon du Littoral (oblast d'Arkhangelsk)
Le raïon du Littoral (en russe : Примо́рский райо́н, Primorski raïon — Primorié signifiant « littoral ») est une subdivision administrative (raïon) de l'oblast d'Arkhangelsk dans le Nord de la Russie européenne. Situé dans le nord de l'oblast, le raïon se situe dans une plaine, et est baigné par la mer Blanche. Son centre administratif est la ville d'Arkhangelsk, bien qu'elle ne fasse pas partie du raïon, et il compte en tout 206 localités, réparties à la fois en 17 selsoviets et en 9 municipalités. Sa population s'élevait à 28 793 habitants en 2023.

## Géographie
Le raïon se situe dans l'oblast d'Arkhangelsk, un sujet de la fédération de Russie situé dans le Nord de la Russie européenne. Le sujet fait partie du district fédéral du Nord-Ouest, et il inclus comme tout l'oblast dans la région du Nord. Comme tout l'oblast, il est situé dans le fuseau horaire MSK (heure de Moscou). Le décalage horaire appliqué par rapport au temps universel coordonné est +03:00.